# Julius Blüthner Pianofortefabrik
Die Pianofortefabrik Blüthner ist ein Hersteller von Pianos und Flügeln aus Großpösna bei Leipzig. Das Familienunternehmen ist einer der ältesten Klavierproduzenten.

## Geschichte

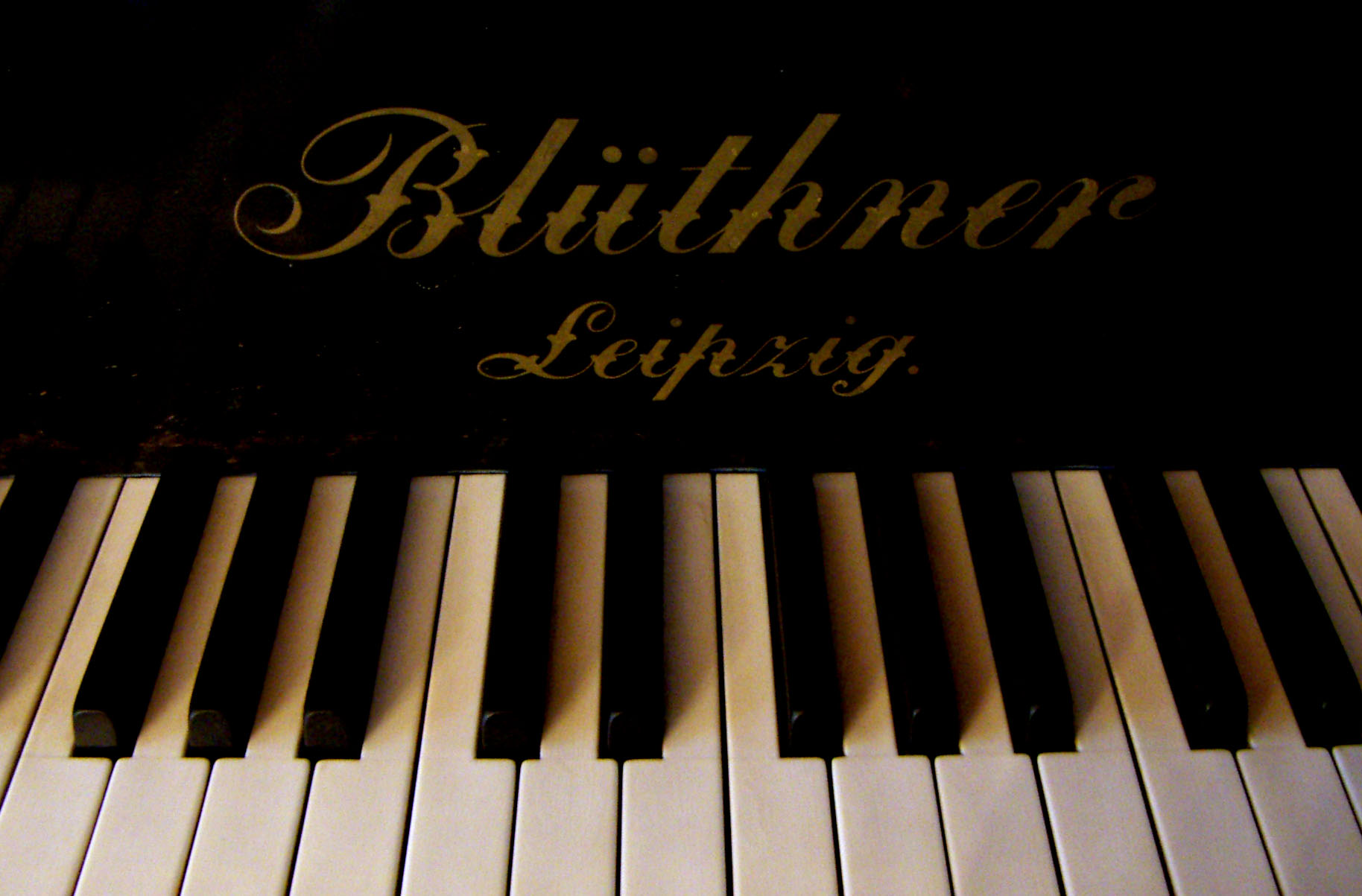
Schriftzug von Blüthner 1898

### 1853–1903

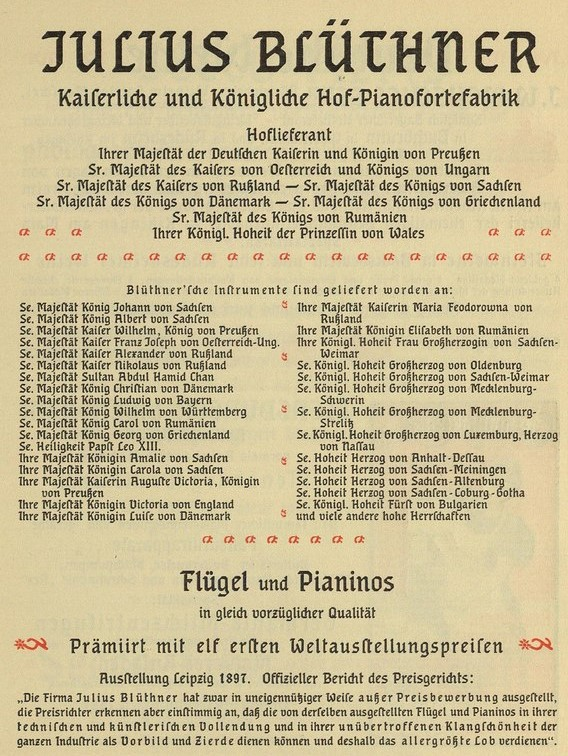
Weltausstellung Paris 1900

Leipzig war neben Paris, London und Wien eine der tragenden Säulen der europäischen Musikkultur. Neben dem kulturellen Erbe der Stadt war Leipzig auch ein bedeutender Handelsplatz mit überregionalen Kontakten und einem wohlhabenden Bürgertum. Julius Ferdinand Blüthner gründete deshalb am 7. November 1853 in der Weststadt Leipzigs, Ecke Plagwitzer Straße / Weststraße, sein Unternehmen. Dieses bestand zunächst aus angemieteten Räumen und beschäftigte drei Arbeiter. Seinen ersten Flügel verkaufte Blüthner im Frühjahr 1854. Die Instrumente erlangten ab 1855 Aufmerksamkeit bei Pianisten und Institutionen; die Verkaufszahlen stiegen an.
Im vierten Betriebsjahr beschäftigte er bereits 14 Arbeiter. 1856 kam die „Blüthner-Patentmechanik“, eine Spielart der Stoßzungenmechanik ohne Repetierschenkel, die bis etwa Ende des Ersten Weltkrieges neben der normalen Doppelrepetitionsmechanik (Stoßzungenmechanik mit Repetierschenkel) auch unter dem Namen „englische Mechanik“ fungierte, auf den Markt. 1858 erwarb Julius Blüthner die gemieteten Räume. 1862 wurde das Instrument Nummer 500 fertiggestellt. 1863 wurden erstmals Pianos in der Fabrik hergestellt. Aus dieser Zeit ist ein besonders prächtiges Artcase Piano erhalten. Später kaufte Blüthner ein Grundstück im selben Viertel und baute dort eine für hundert Arbeiter berechnete Fabrik. 1864 zog die Pianofortefabrik mit 37 Arbeitern in den Neubau. Kurze Zeit später war der Betrieb voll besetzt und es wurde industriell gefertigt.
Auf Weltausstellungen erlangte Blüthners Betrieb weitere Bekanntheit. Insgesamt gewann Blüthner bis 1903 neben zahlreichen anderen Preisen und Auszeichnungen auf zwölf Weltausstellungen Preise. Die steigende Nachfrage nach Instrumenten zog eine weitere Expansion nach sich. So wurde 1870 eine zweite Fabrik gebaut und mit Dampfmaschinen ausgestattet. 1872 baute er eine dritte Fabrik im Anschluss an die erste, und es wurden weitere 170 Arbeiter eingestellt.
Blüthner erfand 1873 den Aliquot-Flügel. Die besondere Eigenart dieses Instruments ist eine zusätzliche gedämpfte Saite pro Ton, die eine Oktave höher gestimmt ab der oberen Mittellage mitschwingt und die Hörbarkeit der Obertöne (Aliquoten) verstärkt. Im Laufe der Jahre hat Blüthner verschiedene Varianten dieses Systems erprobt; es gibt auch Blüthner-Flügel ohne Aliquot-System.

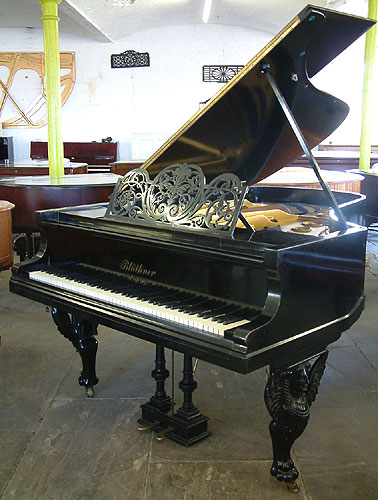
Blüthner-Stil-Flügel 1890

In London wurde 1876 eine Verkaufsniederlassung gegründet, die Instrumente in England und in den englischen Kolonien verkaufte. Blüthner hatte bereits zuvor mit dem Aufbau eines weltumfassenden Vertriebsnetzes begonnen. Um 1877 folgten weitere Erweiterungen der Fabrik. Die Fabrikanlage umfasste nun ein ganzes Straßenviertel. Nach zwanzig Jahren beschäftigte Blüthner über achthundert Mitarbeiter. 1878 wurde eine Ausstellungshalle für das Publikum eingerichtet.
1881 wurde ein neues Fabrikgebäude errichtet. 1888 entstand ein Sägewerk in Leutzsch, um den wachsenden Bedarf an zugeschnittenen Hölzern abzudecken, und angegliedert ein Holzlager, in dem die benötigten Holzarten lagerten.
1890 wurde wiederum ein neues Fabrikgelände errichtet, das für 230 Arbeiter Platz bot. Die ständigen Erweiterungen der Fabrikanlagen machten Blüthner zu einer der größten Klaviermanufakturen Europas. Insgesamt gab es bauliche Erweiterungen von bis zu 55.000 Quadratmetern. Die Jahresproduktion stieg bis zum Jahre 1903 auf 3000 Stück. Neben Blüthner waren nun auch die Klavierfabriken Feurich, Hupfeld, Schimmel, Gebr. Zimmermann in Leipzig ansässig.

„Königlich Sächsischer Hoflieferant“

Blüthner belieferte verschiedene Adelshöfe. Ebenso besaßen die Komponisten Claude Debussy, Max Reger, Gustav Mahler, Franz Liszt, Richard Wagner, Pjotr Tschaikowski, Carl Orff, Dmitri Schostakowitsch und Andrew Lloyd Webber einen Flügel der Firma. Auch die Solisten Claudio Arrau, Ferruccio Busoni, Karlrobert Kreiten, Arthur Rubinstein, Wilhelm Kempff und Oleg Maisenberg gehörten zu den Kunden. Udo Jürgens bekam einen Flügel als Gage für Auftritte in der DDR.

### 1903 bis heute
Zum 50-jährigen Firmenjubiläum (1903) hat Blüthner besonders prächtige Jubiläumsflügel angeboten, die sich durch sehr aufwendig gestaltete und teilweise blattvergoldete Gussrahmen hervorgetan haben. Diese Jubiläumsflügel wurden in der Zeit von 1895 bis ca. 1912 in den Modellen 2 (Länge: 2,38 m), 4 (Länge: 2,10 m) und 6 (Länge: 1,90 m) angeboten und waren sowohl ohne, als auch mit den Aliquotsaiten im Diskant erhältlich.
Ab 1903 folgte für Blüthner die Zeit, in der die Kunstspielklaviere (z. B. Hupfeld Phonola) und das Reproduktionsklavier eine immer größere Rolle spielte. Leipzig war der Hauptstandort der Firma Hupfeld, einem der größten Produzenten von pneumatischen Systemen in Deutschland. So wurden Blüthner-Instrumente mit der Phonola und der Tri-Phonola ausgestattet, die ein Markenname für das System von Hupfeld war. Auch andere Systeme wie Welte-Mignon aus Freiburg im Breisgau von M. Welte & Söhne kamen zum Einsatz. Es wurde ca. 40 Blüthner Instrumente mit dem Welte-Mignon System ausgestattet. Heute sind noch sehr wenige dieser Instrumente erhalten. Das vermutlich letzte gebaute Blüthner-Welte Instrument, ein Blüthner Welte T98 ('Welte grün') Flügel, trägt die Blüthner Seriennummer 114669.

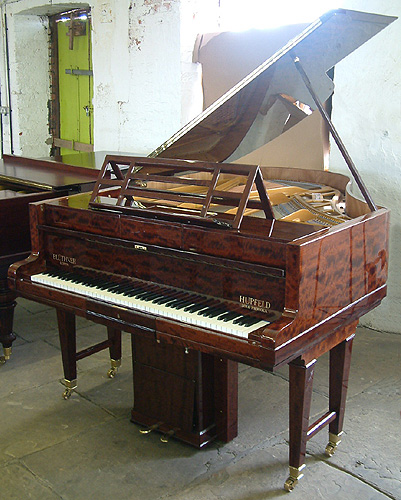
Blüthner-Phonola-Flügel 1910

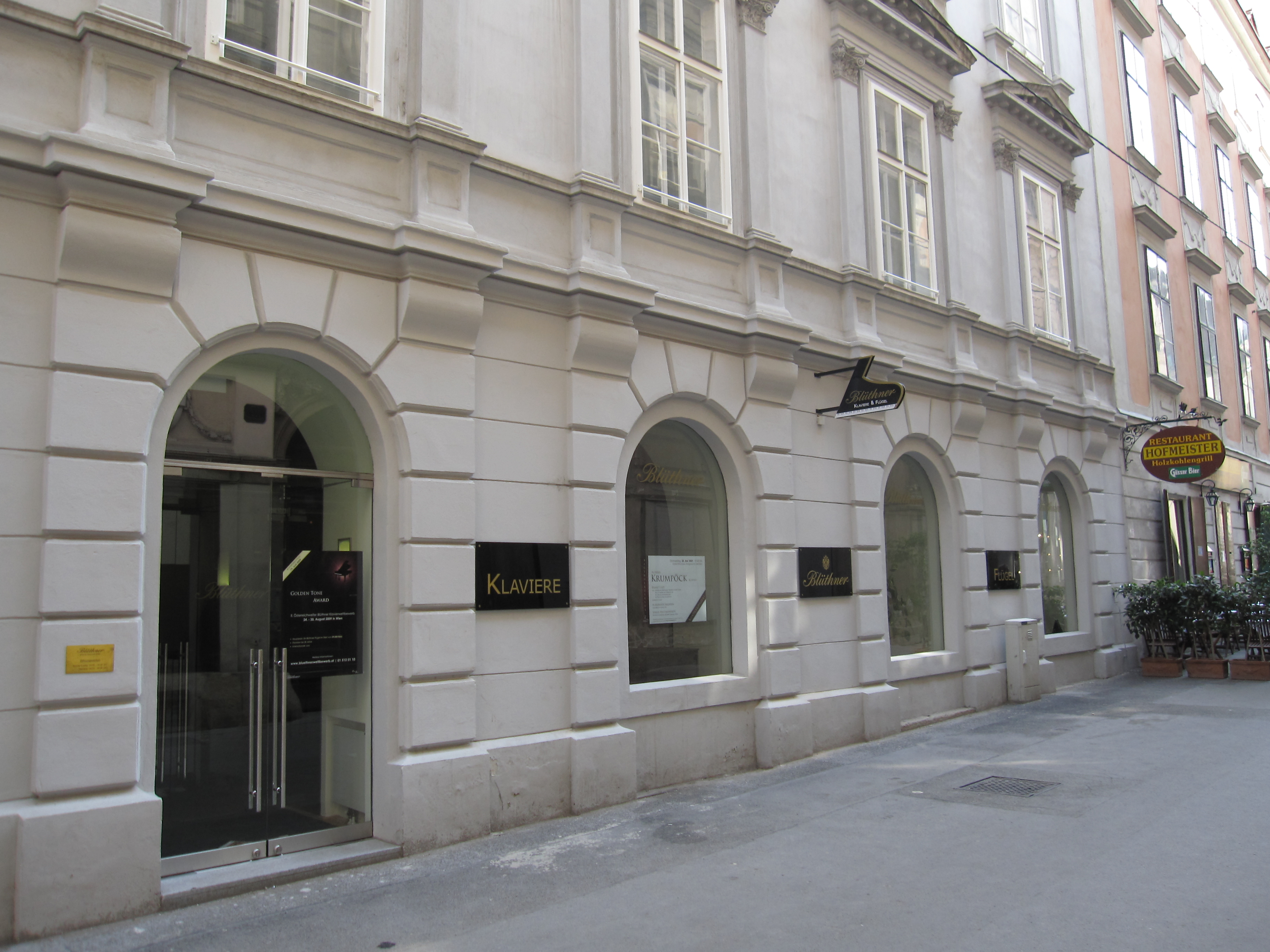
Blüthner-Geschäft in Wien

Am 13. April 1910 starb der Firmengründer Julius Blüthner. Der Betrieb wurde von den drei Söhnen Robert, Max und Bruno Blüthner übernommen. Der Ausbruch des Ersten Weltkrieges 1914 brachte Erschütterungen für den Fabrikbetrieb; Mitarbeiter wurden zum Kriegsdienst einberufen. Wichtige Verbindungen gingen verloren, besonders Kontakte ins Ausland. Der Export stockte und im eigenen Land gab es wenig Interesse für Klavierkäufe. Im Rahmen des „vaterländischen Dienstes“ leistete das Unternehmen Heereslieferungen.
Im Jahre 1919 begann schließlich der Wiederaufbau. Die Firma erhielt wieder Aufträge aus dem Ausland. Alte Absatzmärkte, die durch den Krieg verloren waren, versuchte das Unternehmen zurückzuerlangen. Erschwert wurde diese Aufgabe durch die Zollgesetze. Die Nachfrage stieg schnell, sodass die Jahresproduktion von 3.600 Stück nicht mehr ausreichte. 1928 erfolgte die Fertigstellung des Instrumentes Nummer 113.000. Im Jahr 1932 übernahm Rudolph Blüthner-Haessler die Firmenleitung.
Im Zweiten Weltkrieg brannte die Firma nach einem Bombenangriff 1943 bis auf die Grundmauern ab und mit ihr so gut wie alle Überlieferungen und die besonderen Instrumente. Nach dem Krieg begann der Wiederaufbau der Produktion. 1948 kamen die ersten Flügel auf den Markt. Jedoch wurden die Möglichkeiten einer Einflussnahme der Familie Blüthner durch die Verstaatlichung stark eingeschränkt.
Im Jahre 1953 war die Nachfrage wieder so groß, dass die Kapazitäten des verschiedene Flügel- und Pianino-Modelle anbietenden Betriebes in der Leipziger Friedrich-Ebert-Straße 69 nicht mehr ausreichten. Ein Neubau für 100 Arbeiter wurde errichtet und 1970 eingeweiht. 1972 wurde der Betrieb verstaatlicht und firmierte nun unter dem Namen VEB Blüthner Pianos Leipzig. Zwischen 1981 und 1990 gehörte der Betrieb dem VEB Kombinat Musikinstrumente Markneukirchen/Klingenthal an. 1978 wurde die Produktionszahl 144.000 erreicht. Nach dem Ende der DDR ging das Unternehmen wieder ins Eigentum der Familie Blüthner zurück.
1990 begann das Unternehmen, alte Kontakte wieder zu beleben und neue Beziehungen zu knüpfen. Vertriebsfirmen in den USA sowie in anderen Ländern wurden gegründet. Mit der besseren Marktposition und der wachsenden Nachfrage erfolgte 1996 der Bau einer neuen Produktionshalle im Gewerbegebiet Störmthal bei Leipzig. Im Jahr 2003 feierte die Familie Blüthner das 150-Jahr-Jubiläum mit einem Festakt in Leipzig. Seit Beginn der Produktion 1853 waren mehr als 150.000 Instrumente mit dem Namen Blüthner gefertigt worden.
Im Jahr 2005 hat der Klavierhersteller zum dritten Mal einen eigenen Klavierwettbewerb in Leipzig ausgerichtet. Die Teilnehmer kamen bisher vorrangig aus den Musikhochschulen der Umgebung. Die Preisträger des Jahres 2005 heißen Ha-Sun Park (Leipzig), Ying Zhou (Weimar) und Tomoko Takeshito (Leipzig).
Im Oktober 2007 eröffnete die Julius Blüthner Pianofortefabrik neben Zentren in London, Moskau, Tokio und Shanghai eines in Wien. Zwei Jahre später übernahm Blüthner die insolvente Pianofortefabrik Leipzig GmbH & Co. KG, die alte Pianounion.
Die Firma erwirtschaftet heute etwa 90 % ihres Umsatzes im Ausland. Sie weist eine Eigenkapitalquote von 85 % auf.

## Trivia
The Beatles spielten ihr Lied Let It Be auf einem Blüthner-Flügel ein. Im Film Let It Be ist mehrfach zu sehen, wie dieser von Paul McCartney gespielt wird sowie im Film The Beatles: Get Back von McCartney und John Lennon. Ebenso ist das Lied The Long and Winding Road auf einem Blüthner-Flügel eingespielt. Auch im Film Iron Man ist ein Blüthner-Flügel zu sehen.
Für das Luftschiff LZ 129 „Hindenburg“ wurde ein extraleichter Flügel aus Aluminium angefertigt. Dieser wog rund 180 kg und war mit gelbem Schweinsleder überzogen. Das Instrument wurde im Rahmen von Umbauarbeiten 1936 entfernt und 1943 bei einem Luftangriff auf Leipzig zerstört.
Blüthner-Instrumente werden zusammen mit C. Bechstein, Steingraeber, Bösendorfer, Fazioli, Petrof und Steinway & Sons zur Spitzenklasse im Bereich Klaviere und Flügel gezählt.